# 泡沫ゆうき
泡沫 ゆうき（うたかた ゆうき、1996年8月1日 - ）は、日本のAV女優。

## 略歴・人物
2018年9月、ケイ・エム・プロデュースが開催した「DREAM GIRL沙月とわに続け!!　得票1位でKMP VRデビュー決定!　OP-1（おっぱいNo.1）GP」でグランプリを獲得。2018年10月にVRデビューし、ケイ・エム・プロデュースの「Million」レーベル専属となる。
2018年12月より専属を離れ、企画単体女優となる。

## 出演作品

### アダルトVR
- KMPVR初! 新人VRデビュー! 天然Gカップのシンデレラガール（2018年10月17日、KMP VR）

### アダルトDVD
2018年
- 新人 笑顔ハジけるGカップの天然宝石おっぱい娘AVデビュー（11月9日、Million）
- 巨乳ヤリマン裏垢女子とオヤジたちが中出しオフパコ II（12月7日、クリスタル映像）
- 不倫妻 義父と嫁‥夫の留守に燃え上がる欲情（12月13日、E-BODY）
- 男好きする! ピチピチ美肌! クビレ美巨乳娘（12月14日、肉盛）
- 突然背後からねっとり乳揉みされ嫌がりながらも発情快楽堕ち!胸を揉みしだかれ体をよじらせ連続胸イキする巨乳敏感乳首美女! 3（12月21日、DOC）
- 産後感度と性欲が上がりっぱなしのママさんが強制立ちっぱなしガクブルイキっぱSEX!! 立ったまんまイカされ続けて爆潮連続生中出し計14発!（12月28日、DOC）※「みなこ」名義

2019年
- 死ぬほど嫌いな男と7日間の同棲 気が狂うほどイカされ続けて…中出し絶頂 爆乳エスティシャン・あすかの場合（1月1日、Fitch）※「華西あすか」名義
- フロントホックブラ誘惑向かいの部屋の巨乳美女をこっそり覗いていると、恥じらいながらもフックを外し、僕を誘惑し始め…理性を失った僕は誘われるがままその豊満なおっぱいをこれでもかと味わい尽くした日の話。（1月4日、DOC）
- 巨乳ヤリマン女の逆ナン密着ズコバコSEX（1月11日、REAL）
- 彼女が家族旅行で一週間留守にしたので彼女の巨乳女友達に中出ししまくりました。（1月19日、OPPAI）
- 街で見かけたどんないい女でもデリヘルとして呼べる未来のもしも電話 3（1月25日、BAZOOKA）
- 清楚な巨乳奥様が初めてのドキドキ混浴ローション風呂! 密着ローションプレイの快感で人妻の理性がふっ飛んじゃう!? ヌルヌル生ハメ連続中出しセックス! 合計21発!（1月25日、DOC）※「えみ」名義
- 彼女と勘違いして彼女の妹に即ズボ!?イった後に気づき僕が必死に謝るも、発情した妹は自ら腰を振って何度もイキまくり!!（2月1日、DOC）
- 素人女子大生限定! パンティ素股でカチカチち●ぽがアソコに擦れて赤面発情! クロッチは恥ずかし汁まみれ!そのまま生で擦り合わせて、ヌルヌルワレメに結局つるんっと入って生中出し!! AVOPEN 2018編（2月1日、赤面女子）※AV OPEN 2018 素人部門3位
- ドM下乳ボインボイン 爆乳ツインテ! 掴んで奥までイラマチ〜オ! 見下されたい妹のドM爆乳は一見にしかず! Hカップ96cmゆうき（3月13日、チェリーズれぼ）
- SEXの逸材。 VOL.37 (秘)性癖を曝け出す美少女を激撮 見た目からは想像のできないスケベな欲望がカメラの前で弾け飛ぶ!（3月15日、プレステージ）
- ママシ●タ実話（3月21日、グローリークエスト）
- 街角シロウトナンパ！ vol.45 お悩み解決らぶワゴン 3（3月22日、プレステージ）※「ゆうき」名義
- 弾力爆乳 ハリのある美巨乳を揉み放題!揺らし放題!すぐイッちゃう敏感ボディめがけて激しく腰振り連続イキ!（5月1日、ABC）
- ボイン大好きしょう太くんのHなイタズラ 兄貴のボインな彼女編（5月2日、グローリークエスト）
- 夫婦旅行で訪れた旅館の宴会場で下品な団体客に妻がおしゃくをさせられました…（5月7日、JET映像）
- 弟の童貞チ○ポの「生ハメ」で、絶頂しまくる敏感姉マ○コに。ゴムハメでは無反応だったが、生ハメされて感度急上昇!連続潮吹きするほどイキまくっている姉に近親中出し!（5月17日、DOC）※「ゆうみ」名義
- あなただけの専属保育士付き おっぱい保育園 ゆうき先生（6月7日、unfinished）
- 奥さんそんな事言わずヤラせてよと、いうわけでお願いしてみた。でも実は誘ってましたよね（6月19日、ゲインコーポレーション）
- Bondage&Restraint→Syncopemax 緊縛拘束バクイキ失神（7月5日、クリスタル映像）
- 隣人がまさかのヤリマン巨乳未亡人! 3 引越し先の挨拶回りで隣の部屋を訪れると現れたのはノーブラ巨乳をこれでもかと見せつけながら欲求不満アピールしてくる綺麗な未亡人!ボクの帰宅時間を狙っては部屋にやってきてしつこくおっぱいを押しつけてくるからついに激もみ!デカチ●ポでクリをこねくり回して膣奥ハードピストンでガシガシ突きまくるとご無沙汰マ●コは連続絶頂!（7月7日、熟人PROJECT）
- オレの会社の偉そうにすぐ説教たれるクソ真面目な女上司が実はM女デリヘルで働いていたんだが…（7月12日、ヒメゴト）
- 街角シロウトナンパ Vol.55 あなたよりエロい友達(ヤリマン)を紹介して下さい 4（7月12日、プレステージ）※「はるか」名義
- SEXの逸材。 VOL.47 (秘)性癖を曝け出す美少女を激撮 見た目からは想像のできないスケベな欲望がカメラの前で弾け飛ぶ!（8月16日、プレステージ）
- 花火大会帰りの浴衣ギャル4人組をハイテンションナンパ! ラブホで酔わせてアゲアゲ気分の女子たちと大乱交開催!! 浴衣はだけてノリノリ中出しSEXパーティーしちゃいました!!!（8月25日、ナンパJAPAN）※「あや」名義
- 「あっ！ナマで入っちゃった!」オイル素股でマ○コにチ○ポを擦りつけてたら気持ち良すぎてヌルッと生挿入!!中出しSEXまでヤッちゃったデリヘル嬢たち 9 (10月17日、グローリークエスト)